# 幼儿节目
《幼儿节目》（英語：The Baby Show）是美国情景喜剧《我为喜剧狂》第1季的第9集。由助理执行制片人杰克·布迪特编剧，迈克尔·英格勒执导，于2007年1月4日通过全国广播公司在美国首播。客串出演本集的演员包括卡特里娜·宝登、瑞秋·德拉彻、约翰·卢茨、布里吉特·莫隆尼（Bridget Moloney）、马里克·潘考利、克里斯·帕内尔、凯斯·鲍威尔和朗尼·罗斯。
在这一集中，助理施乐·泽洛克斯因为订了婚而有望成为“妙龄辣妈”，这让她的上司，全国广播公司电视节目《与崔西·乔丹》首席编剧丽兹·莱蒙（Liz Lemon，蒂娜·菲饰）开始考虑自己是不是也应该要结个婚，生个娃啥的。与此同时，公司副总裁杰克·唐纳吉（Jack Donaghy，亚历克·鲍德温饰）的老妈想搬来和儿子住，这让他非常头痛。《与崔西·乔丹》的主打明星崔西·乔丹（Tracy Jordan，崔西·摩根饰）对另一位演员乔什·吉拉德模仿自己的表现感到不满。
《幼儿节目》获得的评价褒贬不一。根据尼尔森收视率调查的数据，这一集在美国首播时一共有590万户家庭观看，在18-49岁年龄段人群中收获了3 / 7%的收视率。

## 剧情
在全国广播公司电视节目《与崔西·乔丹》女演员简娜·玛隆妮（Jenna Maroney，简·科拉克斯基饰）的生日聚会上，丽兹·莱蒙的助理施乐·泽洛克斯宣布自己订婚了，而且还打算成为一位“妙龄辣妈”。丽兹听闻后自己也希望能够结婚生子。她将自己的小心思透露给了好友简娜，后者于是告诉剧组里所有的男人说丽兹想找个男人让自己怀孕。结果好几个人开始在丽兹面前表现自己，甚至加以挑逗，只是他们的行为实在让丽兹感到无语。之后丽兹看到施乐在公司的化妆部打扮自己，化妆师安娜（Anna，布里吉特·莫隆尼饰）请丽兹帮自己抱一下小宝宝。于是丽兹就带着宝宝在电视台大楼里参观，只是过了一会儿她突然发现自己早已不在电视台，而是把孩子带到了家裡。她马上带宝宝回到公司，请制片人皮特·霍恩伯格帮忙把孩子送回去并道歉，避免更大的麻烦。
全国广播公司副总裁杰克·唐纳吉的母亲打来电话，这让他不厌其烦，而母亲搬来同住的要求更让他感到慌张。为了缓解这种压力，杰克开始不停地吃东西。与此同时，崔西·乔丹和乔什·吉拉德开始一起出门玩，但乔什对崔西进行的模仿让崔西感到反感。他要求丽兹开除乔什，丽兹没有同意，而是试图解决这个问题，崔西于是威胁要去找杰克投诉。乔什为了避免麻烦，于是模仿崔西的口音打电话给杰克，又模仿杰克的口音打电话给崔西，只是没多久就被两人发现了，并遭到了报复。杰克对乔什的一项惩罚是要求他“从今往后每天都要和自己的妈妈说话。”

## 制作
《幼儿节目》由助理执行制片人杰克·布迪特编剧，迈克尔·英格勒执导。这是布迪特第2次给《我为喜剧狂》编剧，他之前还曾是《杰克遇上丹尼斯》的编剧，也是英格勒首次执导这一剧集。节目于2007年1月4日通过全国广播公司在美国首播，是《我为喜剧狂》第1季的第9集。这是首次在节目中表现出丽兹·莱蒙想要成为一个母亲。到了第3季的《重来》里，她试图收养一个孩子。
从《周六夜现场》中就与《我为喜剧狂》主创人、编剧、女主演蒂姆·菲长期合作的瑞秋·德拉彻是扮演简娜·玛隆妮一角的初定人选，她本已经在节目起初拍摄的试播集中出演了这一角色。但到了2006年8月，执行制片人洛恩·迈克尔斯宣布简娜一角将另选演员出演，但德拉彻还是会在之前的多集节目中以不同的身份登场。在最后播出的这集试播集中，她以《女生秀》养猫人的身份出镜。同月晚些时候，全国广播公司宣布已由简·科拉克斯基取代德拉彻出演简娜一角，此外德拉彻还将在之后播出的《C开头的那个词》中诠释这个养猫人角色。在《后果》中，她扮演了一个名叫玛丽娅（Maria）的女佣，丽兹发现她被锁在一艘游艇的衣柜里。在《杰克遇上丹尼斯》里，德拉彻饰演了女演员伊丽莎白·泰勒。《崔西演柯南》中德拉彻出演的是崔西·乔丹出现幻觉时所看到的一个全身穿上臃肿蓝色服装的人，被称为“小蓝人”。在《分手》中，她诠释了帕梅拉·斯缪，是崔西和图弗之间的一组灵敏度训练治疗师成员。而到了《幼儿节目》中，德拉彻扮演了一位名叫格丽塔的女子，听说丽兹·莱蒙想怀个孩子后表示自己愿意做她的代孕母亲，这已经是她出演的第6集《我为喜剧狂》。
男演员克里斯·帕内尔以里奥·斯派西曼医生的身份出现在《幼儿节目》中，丽兹请她来做生育能力检查，他之前还曾出演过《崔西演柯南》。《周六夜现场》的其他多位演员也出现在《我为喜剧狂》中，包括弗莱德·阿米森、克里斯汀·韦格、威尔·福特、杰森·苏戴奇斯、莫莉·香侬、霍拉提奥·桑斯和简·霍克斯。菲和崔西·摩根都曾是《周六夜现场》的主要演员。亚历克·鲍德温也曾16次担任《周六夜现场》主持人，创下了该节目的最高纪录。

## 反响
根据尼尔森收视率调查的数据，《幼儿节目》在美国首播时一共有590万户家庭观看，与上一周《分手》的首播成绩持平，在18-49岁年龄段人群中收获了3 / 7%的收视率，这意味着首播当晚全美所有18-49岁年龄段人群中有3%收看了《幼儿节目》，而当时有看电视的这个年龄段观众群里则有7%选择本集。
IGN网站的罗伯特·坎宁（Robert Canning）认为这集节目“有很多出色的内容”，但存在一个可能对节目整体构成威胁的重大缺陷。坎宁觉得《幼儿节目》中更多中在强调一个一个的笑点，而不是喜剧的“情景”，对于一部情景喜剧来说，这可不是个好兆头。他感觉这集节目不同的情节、笑点之间没有什么联系，相互脱节，比如简娜的惊喜生日聚会虽然好笑，但与这一集的其它内容完全没有任何联系。坎宁最终给予本集的评价为7（最高为10）。电视指南的马特·米托维奇（Matt Mitovich）喜欢这一集中乔什的事故桥段，认为他模仿崔西的表现“很棒”。他给予《幼儿节目》的评价为“内容充足，不过从我喜欢的情景喜剧来看主题范围有些太广”。